# Karl Mössinger
Karl Mössinger (* 13. Februar 1888 in Eichstetten am Kaiserstuhl; † 4. September 1961 in Saarbrücken) war ein deutscher Sozialdemokrat, Gewerkschafter und politischer Aktivist im französischen Exil.

## Leben
Karl Mössingers Vater Karl Adam war Landwirt, er selber gelernter Schlosser.
Mössinger war von 1919 bis 1924 Bevollmächtigter des Deutschen Metallarbeiter-Verbandes (DMV) in Aachen, und im Anschluss daran bis 1928 Parteisekretär der SPD für den Bezirk Aachen.
Von 1928 bis 1933 wirkte Mössinger als Landessekretär der SPD im damaligen Saargebiet. Dorthin kam er mit seiner Lebensgefährtin und ab 1952 auch Ehefrau Luise Mössinger-Schiffgens: „1928 kam Luise Schiffgens mit ihren beiden Töchtern und Karl Mössinger, Landessekretär der SPD Saar, erneut  ins Saarland. Das Paar engagierte sich beim Aufbau der Arbeiterwohlfahrt und in der Einheitsfront gegen den Anschluss an Hitler-Deutschland. Luise unterrichtete daneben an einer Parteischule.“
Nachdem das Saargebiet am 1. März 1935 wieder Teil des Deutschen Reichs geworden war, emigrierte das Paar nach Frankreich und wurde in Revel (Haute-Garonne) einquartiert. Heinrich Rodenstein, der später noch öfter in Kontakt zu Mössinger stand, erinnerte sich: „Zu der im „Hotel du Midi“ untergebrachten Gruppe gehörten auch die Reichsemigranten Karl Mössinger, Sekretär des Metallarbeiterverbandes Ulm und Luise Schiffgens, bekannte Reichstagsabgeordnete der SPD und ihre erwachsene Tochter Therese(?).“ Rodenstein irrt hier allerdings gleich zweimal: Mössinger war, wie oben schon gezeigt, kein „Sekretär des Metallarbeiterverbandes Ulm“ und als jemand, der seit 1928 im Saarland lebte und arbeitete, auch kein „Reichsemigrant“. Mössingers Verbundenheit mit dem Saargebiet blieb auch Bezugspunkt vieler seiner politischen Aktivitäten während des Exils und in der Zeit nach dem Zweiten Weltkrieg, und ebenso von Luise Schiffgens.
Im Exil schloss sich Mössinger dem Komitee Freies Deutschland für den Westen (KDFW) an, das auch unter dem Namen Comité „Allemagne libre“ pour l’Ouest (CALPO) agierte.
1943 gehörte Mössinger zu den Mitbegründern des für Belgien und Luxemburg zuständigen CALPO-Ablegers, dem er bis 1945 angehörte habe. Nach Röder und Strauss hat er sich aber von dieser stark kommunistisch beeinflussten Organisation zurückgezogen und sich der SOPADE zugewandt. In die DDR-Geschichtsschreibung sei er dennoch als sozialdemokratischer Verfechter der Einheitsfront-Politik der KPD eingegangen.
Mössinger arbeitete in der unter dem Vichy-Regime illegalen Confédération générale du travail (CGT) mit und gehörte deren Deutscher Sprachgruppe an. Außerdem war er seit 1944 Vorsitzender der Union des Refugiés Sarrois en France (Vereinigung der Saar-Flüchtlinge in Frankreich), deren Vorstand auch Luise Schiffgens angehörte.

Die offenbar seit Revel existierende Bekanntschaft zwischen Rodenstein und Mössinger führte dazu, dass sich deren Wege auch weiterhin kreuzten, worüber Rodenstein mehrfach berichtet:

„Im Herbst 1944 erwarb ich die Mitgliedschaft in der Bauarbeitergewerkschaft. In den französischen Gewerkschaften wird die Mitgliedschaft immer nur für das laufende Jahr erworben. Karl Mössinger meldete mich - ohne mich in aller Form vorher zu fragen - bei der neuerstandenen ‚Fédération des Groupes Socialistes en France‘ (F.G.S.E.) an. Er hatte richtig vorausgesetzt, dass ich in Zukunft einer SPD angehören wolle. Die Mitgliedskarte Nr. 64, ausgestellt am 25. Juli 1945 und gültig bis zum 31. Dezember 1945, besitze ich noch. Die Beitragsleistung von Januar bis Dezember ist von Günter Marktscheffel quittiert. Unter seiner Leitung hat schon im Frühjahr 1945 eine Konferenz deutscher Sozialisten in Südfrankreich stattgefunden, an der auch Karl Mössinger und ich teilgenommen haben.“

Karl Mössinger unterstützte Rodenstein dann auch bei dessen Rückkehr nach Deutschland.
Mössinger selber blieb noch bis Ende Dezember 1945 in Frankreich und organisierte zusammen mit dem Flüchtlingskommissar des Völkerbundes die Rückführung saarländischer Emigranten aus Frankreich. Von 1946 bis 1953 war er Beamter in der Verwaltungskommission des Saarlandes und danach im saarländischen Wirtschaftsministerium.
Luise Schiffgens hatte 1946 die Sozialdemokratische Partei des Saarlandes mitbegründet. Deren Landessekretär war von 1953 bis 1955 Karl Mössinger. Sein letztes politisches Amt – von Röder und Strauss undatiert – war das des Vorsitzenden des cdu-nahen Bundes der Verfolgten des Naziregimes (BVN).

## Quelle
- Werner Röder, Herbert A. Strauss (Hg.): Biographisches Handbuch der deutschsprachigen Emigration nach 1933–1945, Band I: Politik, Wirtschaft, Öffentliches Leben, K G Saur, München, 1999, S.  505.
- FrauenSichtenGeschichte (Hg.): ... wegweisend. Mehr FrauenStraßenNamen für Saarbrücken!, Frauenebüro der Landeshauptstadt Saarbrücken und frauenbibliothek saar, Saarbrücken, September 2011.